# Стотзас
Стотзас (на гръцки: Στότζας; Stotzas; също на латински: Stutias) е източноримски (византийски) войник, вожд на въстание в Африка.
Служи като телохранител при генерал Мартин във войската на Велизарий в Африка през 533 – 534 г. През 536 г. части на гарнизонските войски в Африка се бунтуват и избират Стотзас за техен командир. Той марширува с 8000 бунтовници и присъединилите се към тях 1000 вандали и роби към Картаген и го обсажда. Когато източноримският генерал Велизарий пристига отново в Африка, той прекратява обсадата и се оттегля в Мембреса (в днешен северен Тунис). Победен е от Велизарий и бяга в Нумидия. Там реорганизира войската си. Велизарий се връща в Италия, за да се бие с остготите.
Император Юстиниан I изпраща в Африка братовчед си генерал Герман. Голяма част от бунтовниците се присъединяват към генерал Герман. В битка при Cellae Veteres Герман го побеждава и потушава въстанието. Стотзас бяга с приближените си в Мавритания. Там се жени за княжеска дъщеря и става крал през 541 г. През 544 г. той напада отново провинция Африка и е убит в битка при Такия през 545 г. След една година са потушени и бунтовете на узурпаторите dux Numidiae Гунтарит и Стотзас Млади (Йоан).